# Rodolphe Stadler
Pour les articles homonymes, voir Stadler.
Rodolphe Stadler, né le 13 décembre 1927 à Lausanne et mort le 26 mai 2009 à Fréjus, est un galeriste et collectionneur d'art suisse.
Il a ouvert la galerie Stadler à Paris en 1955 et a lancé de nombreux artistes américains en France.

## Famille
Rodolphe Stadler naît en 1927 dans une famille d'industriels. Son père, Rodolphe Stadler (1891-1978) est un industriel très connu en Suisse romande. Son père est notamment directeur (1923), puis administrateur délégué et président du conseil d'administration des Tréfileries et câbleries de Cossonay. Rodolphe Stadler fils sera lui-même membre du conseil d'administration de cette entreprise de 1956 à 1983. Il a une sœur, Micheline (1922-1977, Cologny, Suisse) qui épouse l'industriel André de Meuron. C’est en faisant des séjours réguliers à Paris après-guerre qu’il découvre l’art de son temps: Soulages, Mathieu, de Staël, Dubuffet et Fautrier. Alors que son père le presse de trouver un métier, il lance vaguement l’idée d’une galerie à Paris. Son père le prend au mot et lui achète un fonds de commerce situé au 51, rue de Seine.

## Galeriste
Rodolphe Stadler ouvre la galerie Stadler à Paris le 7 octobre 1955, au 51, rue de Seine. C’est lors de ses visites régulières dans les galeries Drouin et Rive Droite qu’il rencontre le critique Michel Tapié, dans lesquelles celui-ci est impliqué en tant que conseiller artistique. La collaboration entre Stadler et Tapié durera jusqu’en 1970. Au cours de cette période, le critique organise des expositions thématiques qui lui permettent de développer ses théories sur l’art: Expressions et Structures et Structures en devenir en 1956, Métamorphismes en 1959, Structures de Répétition en 1962, D’un style baroque en 1963. A part des conceptions esthétiques de Tapié Stadler ne délaisse pas la figuration, du moment qu’elle se fait de manière véhémente comme dans la peinture d’Antonio Saura par exemple, dont il organise la première exposition en France en 1959 et qu’il défendra pendant quarante ans. En plus il se distingue dans le milieu par un talent de découvreur et de passeur de nouveaux artistes et de nouveaux mouvements. Il développe une stratégie qui vise à faire émerger des artistes et il travaille à long terme avec eux pour les aider à éclore et à progresser, notamment avec Karel Appel, Luigi Boille, James-Jacques Brown, David Budd, Christo Coezee, Horia Damian, Claire Falkenstein, Lucio Fontana, René Guiette, Paul Jenkins, Constantin Karahalios, Jeanne Laganne, Philippe Lepatre, Georges Mathieu, Alfonso Ossorio, Antonio Saura, Groupe Gutai, Sofu Teshigahara, les artistes du mouvement Lettrisme et bien d'autres.
Depuis l‘année 1976 Stadler a commencé une étroite collaboration avec la galerie de Margarete Lauter à Mannheim. Dans de nombreuses conversations avec Stadler et les artistes qu'il représentait, Georges Mathieu et Antonio Saura, son fils Rolf Lauter a préparé une coopération et une amitié à long terme.
Selon Lucille Igersheim, au milieu des années 1970 « il donne un véritable élan à l’art corporel en organisant dans sa galerie la première exposition de Body Art, autour du corps et de sa représentation, dont il publie le premier manifeste. Les artistes exposés étaient les principaux représentants de ce mouvement : les Américains Vito Acconci et Dennis Oppenheim, la Française Gina Pane, le Français Michel Journiac et le Suisse Urs Lüthi »,
Il réorganise sa galerie en 1991, avec des jeunes artistes, Arthur Rainer, Rutjer Rühle, Gérald Thupinier, Sigrid Gloerfelt, Christian Debout, Raphael Mahdavie, Maya Anders, Didier Demozay, Jean Paul Huftier, A.Delay et la nomme Seine 51, puis la cède à la fin des années 1990.

## Décorations
- Chevalier de l'ordre national du Mérite (1997)[5]

## Expositions importantes
1957: Jacques Brown - Ruth Francken - Antonio Saura en octobre 1957